# Camponotus platypus
Camponotus platypus är en myrart som beskrevs av Julius Roger 1863. Camponotus platypus ingår i släktet hästmyror, och familjen myror. Inga underarter finns listade.